# Willi Heeks
Willi Heeks (13 februari 1922 – 13 augustus 1996) was een Formule 1-coureur uit Duitsland. Hij nam in 1952 en 1953 deel aan 2 Grands Prix waarin hij geen punten scoorde.